# Маркет (Канзас)
Маркет (енгл. Marquette) град је у америчкој савезној држави Канзас.

## Демографија
По попису из 2010. године број становника је 641, што је 99 (18,3%) становника више него 2000. године.
| Група             | 2000.       | 2010.       |
| Белци             | 533 (98,3%) | 603 (94,1%) |
| Афроамериканци    | 0 (0,0%)    | 1 (0,2%)    |
| Азијати           | 0 (0,0%)    | 0 (0,0%)    |
| Хиспаноамериканци | 1 (0,2%)    | 29 (4,5%)   |
| Укупно            | 542         | 641         |